# Faludi Gábor (jogász)
Faludi Gábor  (1953 –) magyar jogász, jogi szakíró,  az Eötvös Loránd Tudományegyetem Állam- és Jogtudományi Karának egyetemi docense, egyben a Szecskai Ügyvédi Irodával együttműködő ügyvéd. Száznál több  szakmai publikációja jelent meg, főként a szerzői jog és a szellemi alkotások joga témaköreiből.

## Életpályája
1976-tól az Eötvös Loránd Tudományegyetem Állam- és Jogtudományi Kar (ELTE ÁJK) Polgári Jogi tanszékén dolgozik, egyetemi docens, egyben a Szecskai Ügyvédi Irodával együttműködő ügyvéd.
A Jedlik Ányos-díj laudációja szerint:

„Értékes szakmai hozzájárulásával évtizedek óta alakítója a szellemi tulajdon területén folyó kodifikációnak, részt vesz a hazai szerzői jogi közös jogkezelés korszerű, európai mintákat követő alapjainak lerakásában. Számos jogszabályunk vált megalapozottabbá hasznos meglátásainak köszönhetően. Az év elején elfogadott új Polgári Törvénykönyv szellemi tulajdont érintő részei is dicsérik keze munkáját. Közel száz publikációja jelent meg magyar és idegen nyelven az iparjogvédelem, a szerzői jog és az elektronikus kereskedelem témáiban. Számos eredménye közül kiemelkedik korszakos jelentőségű, iskolateremtő hatású egyetemi oktatói tevékenysége, jelenleg az ELTE Polgári Jogi Tanszékének docenseként. Diáknemzedékek sora kapott első, meghatározó ízelítőt tőle az iparjogvédelem és a szerzői jog tudományából. Több generáció szellemitulajdon-védelmi szakembereit ő indította el a pályán. Szakmai lelkiismeretessége, alapossága, szellemi frissessége a mai napig példaadó sokak számára.”

## Tudományos fokozata
- PhD (2000)

## Kutatási területe
- állam- és jogtudományok: szerzői jog, iparjogvédelem, elektronikus kereskedelem joga, szerződési jog

## Főbb művei (válogatás)
- Faludi Gábor: A paródia a szerzői jogban, In: Szerk.: Kőhidi Ákos, Szerk.: Keserű Barna Arnold Tanulmányok a 65 éves Lenkovics Barnabás tiszteletére. Győr; Budapest: Eötvös József Könyv-és Lapkiadó Bt.; Széchenyi István Egyetem Deák Ferenc Állam-és Jogtudományi Kara, 2015. pp. 94–121.
- Faludi Gábor: Az építészeti művek a Szerzői Jogi Szakértő Testület gyakorlatában, In: Szerk.: Legeza Dénes A szerzői jog gyakorlati kérdései: Válogatás a Szerzői Jogi Szakértő Testület szakvéleményeiből (2010-2013) fennállásának 130. évfordulója alkalmából. Budapest: Szellemi Tulajdon Nemzeti Hivatala, 2014. pp. 118–150.
- Faludi Gábor: A know-how (védett ismeret) B) rész III. fejezet, In: Szerk.: Faludi Gábor, Szerk.: Lukácsi Péter A védjegytörvény magyarázata. Budapest: HVG-ORAC Lap- és Könyvkiadó Kft., 2014. pp. 664–689.
- Faludi Gábor: V. fejezet: A felhasználási szerződés általános szabályai, In: Bogsch Attila, Boytha György, Grad-Gyenge Anikó, Győri Erzsébet, Gyertyánfy Péter, Kabai Eszter, Kricsfalvi Anita, Zinger András -, Tarr Péter, Tomori Pál, Tóth Péter Benjamin Szerk.: Gyertyánfy Péter Nagykommentár a szerzői jogi törvényhez. Budapest: CompLex Wolters Kluwer, 2014. pp. 275–345.
- Faludi Gábor: Trade Secret in the New Civil Code of Hungary, ELTE LAW JOURNAL 2: (2) pp. 68–77.
- Faludi Gábor: A szerzői jogi és iparjogvédelmi jogátruházás a Ptk. háttere előtt, JOGTUDOMÁNYI KÖZLÖNY 68: (12) pp. 581–593.
- Faludi Gábor: Szerzői jog, iparjogvédelem és a közbeszerzés, KÖZBESZERZÉSI SZEMLE &: (10/11) pp. 93–107.
- Faludi Gábor: Második könyv, In: Szerk.: Vékás Lajos, Szerk.: Gárdos Péter A Polgári Törvénykönyv magyarázatokkal. Bp.,  Complex Kiadó, 2013. pp. 58–68.
- Faludi Gábor: Szerzői jog, iparjogvédelem és a közbeszerzés X-XI., Közbeszerzési Szemle, pp. 93–107
- Faludi Gábor: A szerzői mű egysége védelmének egyes kérdései, INFOKOMMUNIKÁCIÓ ÉS JOG 8: (46) pp. 163–169.

## Díjai, elismerései
- Jedlik Ányos-díj (2013)
- Eörvös Károly-díj (2014)